# Pere Romeu i Borràs
Pere Romeu i Borràs (Torredembarra, 1862 – Barcelona, 1908) was een Catalaans ondernemer, eigenaar en mede-oprichter van het theatercafé Els Quatre Gats in Barcelona. 

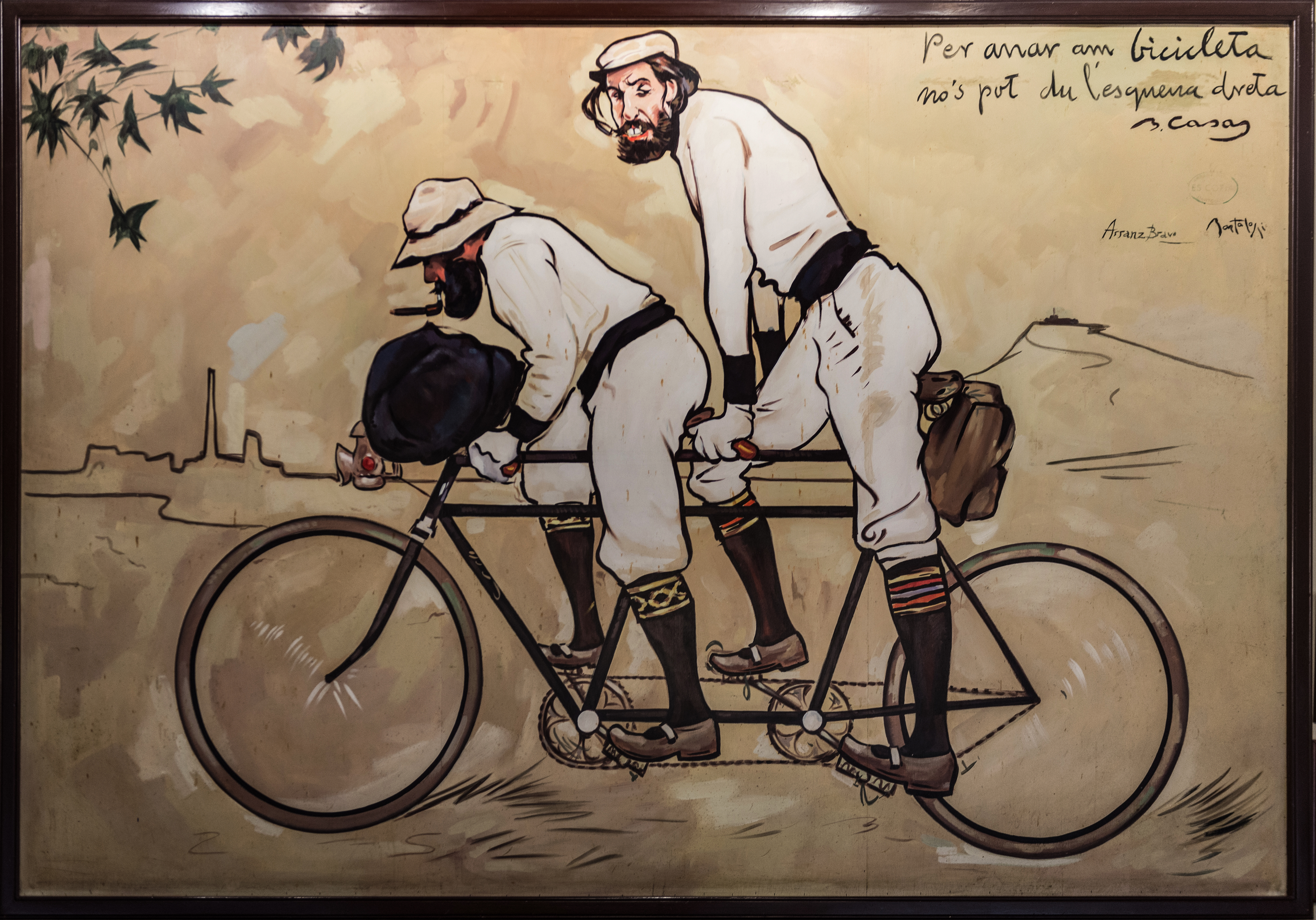
Schilderij van Ramon Casas en Père Romeu (rechts), samen op een tandem, door Casas (MNAC).

Pere Romeu begon zijn carrière als kunstschilder. Hij reisde naar Parijs waar onder andere werkte als ober in Montmartre in het cabaret Le Chat Noir. In 1893 kwam hij in contact met kunstenaar en ingenieur Miquel Utrillo i Morlius en de beeldhouwer Frederic Homdedéu. Alle drie waren ze enthousiast over de mogelijkheden van het schimmenspel. 
Ze reisden samen naar de Verenigde Staten in een poging om daar met schimmenspelen geld te verdienen. De drie Catalanen organiseerden vertoningen in Chicago en New York, maar de onderneming mislukte. 
Teruggekeerd in Spanje besloten ze om naar voorbeeld van Le Chat Noir in Barcelona een theatercafé te openen. Het geld was afkomstig van Ramon Casas i Carbó en de bankier, senator en directeur van de kamer van koophandel, Manuel Girona, bij wie de toekomstige schoonmoeder van Romeu als kokkin had gewerkt. Bovendien was er een antiquair, Maties Ardeniz, die een lening verstrekte.
Behalve Casas namen ook de Santiago Rusiñol en Miquel Utrillo deel in de onderneming. 
Els Quatre Gats was een groot succes. Het café werd als snel een verzamelpunt voor artiesten en voor de Catalaanse modernistische beweging.
In de Verenigde Staten was Pere Romeu onder de indruk geraakt van de wielersport. Ramon Casas legde zichzelf en Pere Romeo vast op een schilderij waarop beide op een tandem fietsen.  Pere Romeu werd ook geportretteerd door Pablo Picasso en Ricard Opisso. Hij wordt door zijn tijdgenoten omschreven als een lange, knokige gestalte. Picasso maakt ook een portret van de vrouw van Romeu.
In 1903 werd Els Quatre Gats gesloten. Volgens sommige bronnen was het café inmiddels uit de mode geraakt en trokken artiesten naar andere gelegenheden. Volgens anderen was Pere Romeo meer geïnteresseerd in de tertulias dan in het geld en was er sprake van slecht ondernemerschap. 
Pere Romeu raakte geïnteresseerd in auto’s en ging in een garage werken. Hij stierf omstreeks kerstmis in 1908 aan tuberculose.
- Biblioteca Nacional de España: XX5756174
- Catàleg d'autoritats de noms i títols de Catalunya: 981058517459606706
- Gemeinsame Normdatei: 1125918527
- International Standard Name Identifier: 0000 0004 0984 0727
- Library of Congress Control Number: no2017067348
- Système universitaire de documentation: 22732658X
- Virtual International Authority File: 304184156
- WorldCat: E39PBJr3qKt4DrHMyRx9fCMtrq